# Карауилкелдинський сільський округ
Карауилкелди́нський сільський округ (каз. Қарауылкелді ауылдық округі, рос. Карауылкелдинский сельский округ) — адміністративна одиниця у складі Байганінський району Актюбінської області Казахстану. Адміністративний центр — село Карауилкелди.
Населення — 11483 особи (2021; 8816 у 2009, 9362 у 1999, 8727 у 1989).
Станом на 1989 рік існувала Караулкельдинська сільська рада (селище Байганін, села Казахстан, Кокбулак, Косарал). Село Казахстан було ліквідовано 2018 року. 2021 року до складу округу було передане село Кенжали Шубаркудуцького сільського округу Темірського району.

## Склад
До складу округу входять такі населені пункти:
| Населений пункт    | Колишні назви | Населення, осіб (1989) | Населення, осіб (1999) | Населення, осіб (2009) | Населення, осіб (2021) |
| ------------------ | ------------- | ---------------------- | ---------------------- | ---------------------- | ---------------------- |
| Карауилкелди, село | Байганін      | 7512                   | 8212                   | 7862                   | 10887                  |
| --Казахстан, село  | -             | 302                    | 153                    | 119                    | -                      |
| Кенжали, село      | -             | -                      | 146                    | 175                    | 68                     |
| Кокбулак, село     | -             | 613                    | 462                    | 263                    | 242                    |
| Косарал, село      | -             | 300                    | 389                    | 397                    | 286                    |